# Системна склеродермія
Системна склеродермія — хронічне системне сполучно-тканинно-судинне полісиндромне захворювання, яке характеризується поширеними фіброзно-склеротичними змінами, ураженням судин за типом облітеруючого ендартеріїту та ряду внутрішніх органів (легені, шлунково-кишковий тракт, стравохід, серце). Хворіють переважно жінки.

## Етіологія
Імовірно захворювання має генетичне походження. Проте, доведено, що його появу провокують такі зовнішні фактори, як переохолодження, вібрація на виробництві, перенесені інфекції нервової системи. Розвиток запалення дрібних судин призводить до розростання навколо них колагену і фіброзної тканини, а також специфічні зміни їх стінок — потовщення, втрата ними еластичності, можливо навіть повне закриття просвіту дрібних судин. Ці зміни, своєю чергою, призводять до порушення кровопостачання всіх органів і тканин, що залучені у патологічний процес. Недостатнє кровопостачання тканин призводить до їхнього витончення (наприклад, слизових стравоходу і шлунку), або, навпаки, потовщення (стінок альвеол у легенях), порушення їхніх основних функцій (всмоктування в шлунково-кишковому тракті, виведення вуглекислоти легенями, скорочення м'язових волокон).

## Патогенез
Патогенез захворювання пов'язують зі структурними та метаболічними порушеннями колагеноутворення та основної речовини сполучної тканини, а також з порушеннями мікроциркуляції, гуморального та клітковинного імунітету. Не виключається значення сімейно-генетичної схильності.

## Перебіг
Хвороба перебігає хронічно з поступовим повільним прогресуванням.
За перебігом виділяють три форми:
- гостру
- підгостру
- хронічну

Хвороба найчастіше починається з вазомоторних порушень (синдром Рейно), трофічних розладів або стійких артралгій, схуднення, гарячки, астенії. Надалі склеродермія приймає характер генералізованого полісиндромного захворювання, що проявляється поширеним щільним набряком шкіри з наступним ущільненням та атрофією, гіпер- та депігментацією, розладами трофіки. Нерідко розвивається фіброзуючий інтерстиціальний міозит з подальшою атрофією м'язів та м'язово-сухожилковими контрактурами. Обличчя набуває характерного маскоподібного вигляду з появою складок («кісет») навколо рота. Розповсюдження процесу на периартикулярні тканини веде до розвитку артралгій, деформації суглобів. У підшкірній клітковині та периартикулярних тканинах може спостерігатися відкладання солей кальцію. Прогресування змін шкіри та підшкірної клітковини може призвести до кахексії з повною нерухомістю хворого.
- У хворих дуже часто уражається ендокард, міокард, рідко — перикард, з можливим розвитком склеродермічної вади серця та кардіосклерозу з осередками фіброзу в міокарді. Однак серцева недостатність розвивається рідко.
- Ураження дрібних артерій, артеріол викликає синдром Рейно, телеангіектазії, гангрену пальців.
- Ураження судин внутрішніх органів супроводжується крововиливами, ішемічними та некротичними змінами у відповідних органах (розпад легеневої тканини, «склеродермічна нирка» та ін.). Можливий розвиток тромбангіїту.
- Ураження легень та плеври проявляються пневмосклерозом, нирок — вогнищевим або дифузним гломерулонефритом з гіпертонічним синдромом та нирковою недостатністю.
- Ураження стравоходу супроводжується дисфагією, розширенням та ригідністю стінок, нерідко з утворенням пептичних виразок. Можливий розвиток виразкових утворень, крововиливів, некрозів та кровотеч у травному тракті.
- Ураження нервової системи проявляється поліневритами, вегетативною нестійкістю, емоційною лабільністю, безсонням.
- Можливе також ураження ендокринної та мононуклерних фагоцитів (ретикулоендотеліальної) систем.

## Діагностика
Клінічні прояви склеродермії доволі різноманітні, оскільки захворювання уражає практично всі органи та тканини.
Характерним є ураження шкіри, що зустрічається у більшості хворих на склеродермію. Діагностичними симптомами є маскоподібність особи (вкрай знижена міміка, що справляє враження натягнутості шкіри обличчя) і зміна кистей (худі й малорухомі пальці, з великими нігтями та потовщенням кінцевих фаланг).

## Лікування
У лікуванні склеродермії базовими засобами є препарати, що зменшують фіброзні зміни судин — ферментні препарати на основі лідази або ронідази, похідні гіалуронової кислоти та інші. Фармакологічне лікування поєднується з фізіотерапією і фізкультурою для запобігання ускладнення рухомості у суглобах.
При загостренні хвороби, що перебігає з явними запальними проявами у різних внутрішніх органах, застосовують невеликі дози преднізолону. При виражених судинних розладах (синдром Рейно) рекомендовано судиннорозширюючі засоби, ангіотрофін, нікотинова кислота, трентал.

## Прогноз
Умовно несприятливий, сучасна медицина не може усунути причину виникнення захворювання, впливаючи тільки на його симптоми. Захворювання хронічне, повільно прогресуюче, адекватне лікування лише покращує якість життя і уповільнює прогресування хвороби, працездатність з часом повністю втрачається, відбувається інвалідизація